# Авішаг Семберг
Авішаг Семберг (івр. אבישג סמברג; нар. 16 вересня 2001) — ізраїльська тхеквондистка, бронзова призерка Олімпійських ігор 2020 року.

## Виступи на Олімпіадах
| Олімпіада  | Дисципліна | Місце |
| ---------- | ---------- | ----- |
| Токіо 2020 | до 49 кг   | 3     |